# 阿勒纳克县
阿勒纳克县（英語：Arenac County）是美国密西根下半島東部的一個縣，東臨薩吉諾灣，面積1,763平方公里。根據2020年美國人口普查，共有人口15,002人。縣治斯坦迪什（Standish）。該縣成立於1831年3月2日，1857年4月20日被撤，1883年4月1日復設；縣名是拉丁语「arena」（沙）和阿爾岡昆語「akee 」（地）合成的新造詞語。。